# Заместитель руководителя
Замести́тель руководи́теля — должность в организации или её структурном подразделении. Лицу, занимающему должность заместителя, руководитель организации (или её владелец) делегирует некоторые полномочия руководителя организации или подразделения.
Название должности в штатном расписании зависит от функции заместителя и устава организации. Например, финансовый директор (заместитель директора по финансам), заместитель директора по управлению персоналом, заместитель начальника цеха по производственным вопросам.
К заместителям руководителя структурных подразделений трудовое законодательство обычно не предъявляет специальных требований (так, Трудовой кодекс РФ предусматривает лишь возможность привлечения к дисциплинарной ответственности по требованию профсоюза (статья 195). Однако, особенности работы заместителей руководителей организации (в частности, заместитель может быть вынужден исполнять обязанности руководителя в отсутствие последнего и тем самым подлежит тем же ограничениям, что и сам руководитель) приводят к законодательным ограничениям на трудоустройство. Так, в РФ заместитель не должен входить в реестр дисквалифицированных лиц.